# Adolfo Leoni

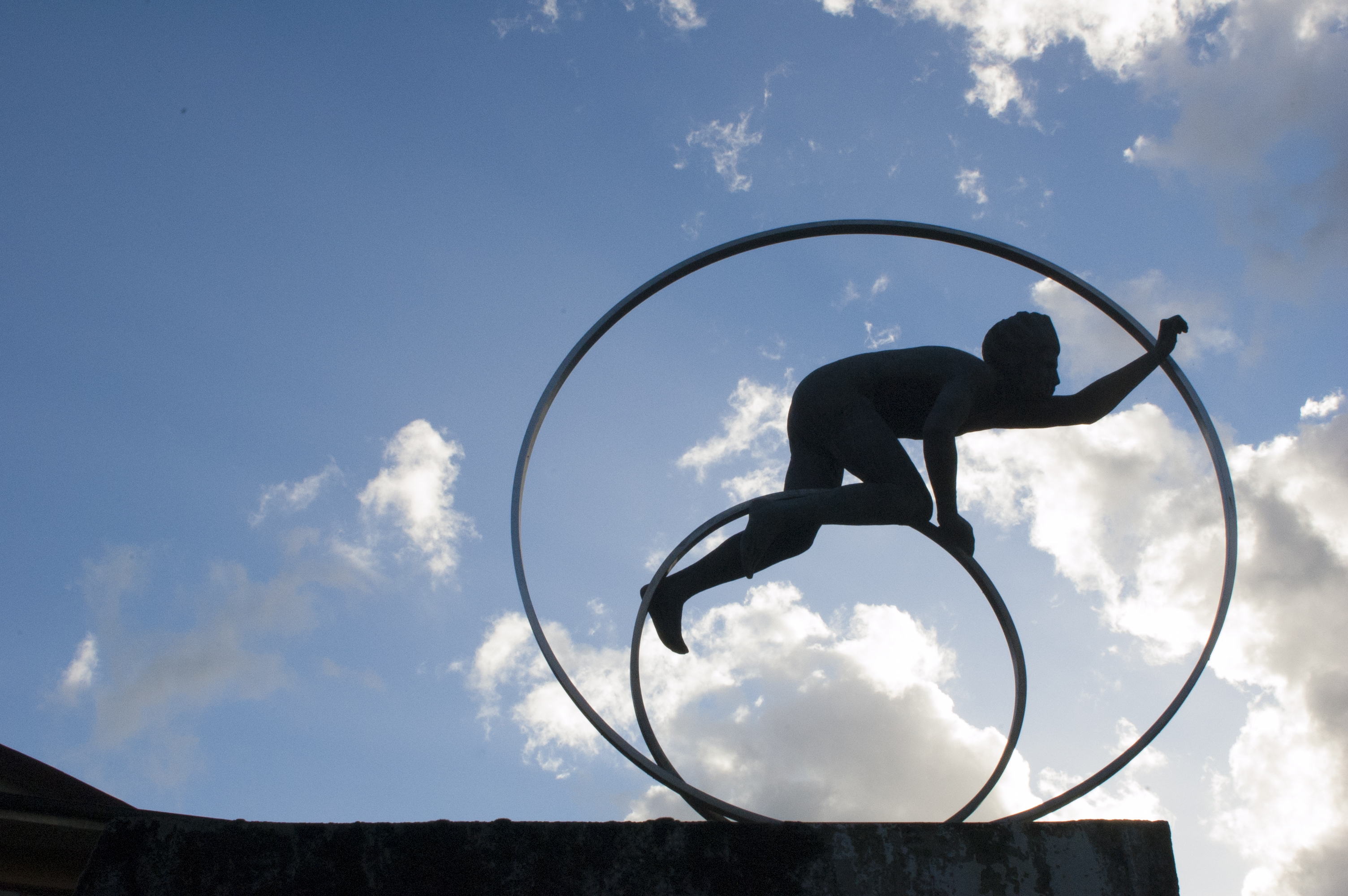
Monumento ad Adolfo Leoni a Rieti

Adolfo Leoni (Gualdo Tadino, 13 gennaio 1917 – Massa, 19 ottobre 1970) è stato un ciclista su strada e pistard italiano, professionista tra il 1938 e il 1952. Dotato di ottimo spunto veloce, vinse la Milano-Sanremo 1942 e diciassette tappe al Giro d'Italia, oltre una al Tour de France. Da dilettante vinse il titolo mondiale a Copenaghen nel 1937.

## Carriera
Nato a Gualdo Tadino in provincia di Perugia, si trasferì ben presto a Rieti (all'epoca in Umbria, oggi nel Lazio) per esigenze di lavoro del padre. Qui Adolfo lavorava in un'officina meccanica e iniziò a sviluppare la passione per il ciclismo, divenendo a 17 anni allievo per la Società Sportiva Rieti. Si distinse presto come velocista, e nel 1937 tra i dilettanti a Copenaghen vinse il titolo mondiale su strada di categoria.
Passò professionista nel 1938 con la Bianchi, e nelle stagioni seguenti vestì anche le maglie di Alcyon, Legnano e Girardengo. In carriera partecipò nove volte al Giro d'Italia, vincendo in totale diciassette tappe e classificandosi quarto nel 1949, dopo aver vestito la maglia rosa per otto giorni. Vinse anche una tappa al Tour de France 1950.
Nelle classiche monumento ebbe gloria vincendo la Milano-Sanremo 1942, giunse inoltre due volte secondo al Giro di Lombardia (1939 e 1948); nelle semiclassiche nazionali, le principali vittorie furono la Coppa Bernocchi 1939, il Giro del Veneto 1939, il Giro del Lazio 1941, il Giro dell'Emilia 1942, la Tre Valli Varesine 1945, il Giro dell'Emilia 1946 e il Giro del Piemonte 1949.

## Dopo il ritiro
Si ritirò dalla carriera agonistica nel 1951; negli anni successivi aprì un negozio di biciclette a Milano e seguì la carriera della moglie, il soprano Maria Luisa Cioni. Morì nel 1970 a soli 53 anni a causa di un infarto, mentre si trovava nella sala d'aspetto del cardiochirurgo Gaetano Azzolina. Riportato a Milano, venne sepolto in una tomba familiare permanente al cimitero di Bruzzano.
La città di Rieti gli ha dedicato una piazzale (situato nella parte del quartiere Città Giardino che ospita stadio Guidobaldi, piscina comunale e campi da tennis), dove è presente anche una sua statua. Era dedicato a lui anche il palazzetto dello sport ivi presente (PalaLeoni), oggi noto come PalaCordoni.

## Palmarès
- 1935 (allievi)

Giro della Sabina
- 1936 (dilettanti)

Circuito di Cesa
Giro della Sabina
- 1937 (dilettanti)

Campionati del mondo, Prova in linea dilettanti
- 1938 (Bianchi, quattro vittorie)

9ª tappa Giro dei Tre Mari (Catanzaro > Reggio Calabria)
2ª tappa Giro di Campania (Salerno > Napoli)
7ª tappa Giro d'Italia (Chianciano > Rieti)
Coppa dei Due Mari
- 1939 (Bianchi, quattro vittorie)

Trofeo Moschini
Giro del Veneto
7ª tappa Giro d'Italia (Rieti > Pescara)
Coppa Bernocchi
- 1940 (Bianchi, sette vittorie)

1ª tappa Gran Premio Leptis Magna (Tripoli > Homs)
Classifica generale Gran Premio Leptis Magna
4ª tappa Giro d'Italia (Pisa > Grosseto)
5ª tappa Giro d'Italia (Grosseto > Roma)
12ª tappa Giro d'Italia (Modena > Ferrara)
20ª tappa Giro d'Italia (Verona > Milano)
Trofeo Moschini
- 1941 (Bianchi, una vittoria)

Giro del Lazio (valido come Campionati italiani, Prova in linea)
- 1942 (Bianchi, due vittorie)

Milano-Sanremo
Giro dell'Emilia
- 1945 (Bianchi & Mag Sibertiani, cinque vittorie)

Tre Valli Varesine
Gran Premio d'Apertura
Gran Premio Orte Natella
Gran Premio Gallarello
Coppa Gelsomini
1946 (Bianchi, quattro vittorie)
3ª tappa Giro d'Italia (Genova > Montecatini Terme)
4ª tappa Monaco-Parigi (Aix-les-Bains > Digione)
5ª tappa Monaco-Parigi (Digione > Parigi)
Giro dell'Emilia
- 1947 (Bianchi, cinque vittorie)

Grand Prix d'Europe
Circuito del Valentino
14ª tappa Giro d'Italia (Padova > Vittorio Veneto)
17ª tappa Giro d'Italia (Trento > Brescia)
19ª tappa Giro d'Italia (Lugano > Milano)
- 1948 (Legnano, tre vittorie)

Sassari-Cagliari
5ª tappa Giro d'Italia (Viareggio > Siena)
8ª tappa Giro d'Italia (Pescara > Bari)
- 1949 (Legnano, quattro vittorie)

Giro del Piemonte
7ª tappa Giro d'Italia (Roma > Pesaro)
9ª tappa Giro d'Italia (Venezia > Udine)
13ª tappa Giro d'Italia (Modena > Montecatini Terme)
- 1950 (Legnano, due vittorie)

11ª tappa Giro d'Italia (Milano > Ferrara)
2ª tappa Tour de France (Metz > Liegi)
- 1951 (Legnano, una vittoria)

14ª tappa Giro d'Italia (Bologna > Brescia)

### Altri successi
- 1939 (Bianchi)[5]

Circuito di Rovigo
Circuito di Lucca
Circuito di Cesena
Circuito di Mantova
- 1940 (Bianchi)[5]

Circuito di Parma
Circuito di Rieti
- 1941 (Bianchi)[5]

Circuito di Perugia
- 1942 (Bianchi)[5]

Circuito di Bologna
Circuito di Rieti
- 1945 (Bianchi & Mag Sibertiani)[5]

Circuito di Trento
Circuito di Prato
Circuito di Savona
Circuito di Legnano
Circuito di Alassio
Circuito di Bologna
- 1946 (Bianchi)[5]

Circuito di Genova
- 1947 (Bianchi)[5]

Criterium di Daumesnil
Grand Prix Morat
Circuito di Bologna
Circuito di Bollate
- 1948 (Legnano)[5]

Criterium di Lausanne
Circuito di Portomaggiore
Circuito di Vercelli
Circuito di Lucca
Circuito di Voghera
- 1949 (Legnano)[5]

Circuito di Gallarate
Circuito di Prato
- 1950 (Legnano)[5]

Kermesse di Wavre

## Piazzamenti

### Grandi Giri
- Giro d'Italia

1938: ritirato (10ª tappa)
1939: 22º
1940: 28º
1946: ritirato
1947: 21º
1948: ritirato
1949: 4º
1950: ritirato (16ª tappa)
1951: 62º
- Tour de France

1950: ritirato (12ª tappa)

### Classiche monumento
- Milano-Sanremo

1938: 32º
1940: 22º
1941: 14º
1942: vincitore
1943: 13º
1946: 7º
1948: 25º
1949: 13º
1951: 21º
1952: 37º
- Parigi-Roubaix

1948: 8º
1949: 18º
1951: 33º
- Giro di Lombardia

1939: 2º
1940: 4º
1941: 20º
1942: 32º
1945: 4º
1946: 16º
1947: 6º
1948: 2º
1949: 16º
1950: 32º

### Competizioni mondiali
- Campionati del mondo

Copenaghen 1937 - In linea Dilettanti: vincitore
Zurigo 1946 - In linea Professionisti: 8º
Reims 1947 - In linea Professionisti: ritirato
Moorslede 1950 - In linea Professionisti: ritirato